# Alexander Luthor Jr.
Alexander Luthor Jr. est un personnage de fiction de l’Univers DC. Créé par Marv Wolfman et George Pérez, il apparait dans le premier numéro de Crisis on Infinite Earths.

## Biographie fictive
Il est le fils, né sur Terre-III, d'Alexander Luthor et de Loïs Laine-Luthor en catastrophe lors du tout premier chapitre de Crisis on Infinite Earths.

### Crisis on Infinite Earths
Alexander Luthor né lors de la destruction de Terre-III, son vaisseau est vite intercepté par Harbinger qui s'aperçoit avec grande stupéfaction que le passager détient d'importants pouvoirs cosmiques, son corps est fait de matière positive et négative. De plus, le corps d'Alexander Luthor a déjà bien évolué (il a l'apparence d'un garçon de 5-6 ans). Selon Monitor, les pouvoirs d'Alexander sont bien plus importants que ceux d'Obsidian et d'Arion et pense que le jeune Alex a un rôle clé dans cette bataille.
Avec ses pouvoirs, Alex devine qu'Harbinger projette de tuer Monitor. Après la mort de Monitor, le corps d'Alex ayant une nouvelle fois fait un bond prend le commandement des opérations, et informe de nombreux héros sur la situation catastrophique qu'ait cette crise. Alex téléporte les héros présents à cette réunion à leur terre respective afin que chacun réfléchisse.
Bien après des péripéties, Alexander Luthor rencontre Lady Quark, Superman de Terre I, Oncle Sam, Captain Marvel, Superman de terre III et Blue Beetle, c'est à ce moment-là qu'Harbinger dévoile les origines du Muttivers.
Dans le chapitre 10, alors que Super Boy Prime fait son apparition dans cette guerre, Alex se doutant de la disparition des autres terres sauve Lois de terre II en la conservant dans une dimension paradisiaque. Durant le combat final, Darkseid utilise les pouvoirs cosmique d'Alex pour atteindre l'Anti Monitor. Peu après, Superman de terre-II terrasse à jamais l'Anti Monitor. L'explosion est sur le point de détruire tout ce qu'il y a autour de lui y compris Superman de terre II, Super Boy Prime, et Alex. Alexander est incapable de ramener les héros sur terre, mais son corps faisant office de portail est capable de les téléporter dans une dimension paradisiaque.

### La dimension d'Alexander Luthor
Le corps d'Alexander Luthor à ce moment-là est âgé de 35 ans, le personnage à beaucoup évolué depuis sa dernière apparition. Alexander Luthor souffre de ne pas avoir de passé contrairement à ses compagnons. La dimension paradisiaque à l'aide de cristaux lui permet de voir non seulement ce qui se passe sur terre-I mais également de voir défiler leur vie, Alexander Luthor ayant mené une vie assez furtive lors de Crisis on Infinite Earths est frustré en comparaison des vies du jeune Super Boy Prime et de Superman de terre-II.
Il commence à manipuler le jeune Superboy voyant qu'il n'a aucun résultat avec Superman et Lois. Superboy étant en colère sur les événements de terre-1 via le Dark Age, il en devient une cible très facile. En s'aidant des cristaux de la dimension paradisiaque, Alex fait intervenir des images choquantes sur la famille de Superboy Prime. En effet une version de cette famille existe sur Terre 1 mais sont morts par un accident de voiture avec Laurie, la petite amie de Superboy Prime. Le jeune Luthor prend un malin plaisir à secouer la psychologie pour le rallier à sa cause.
Alex révèle s'être trompé au moment où il est téléporté ses compagnons sur cette dimension paradisiaque, il avait en effet la possibilité de les téléporter sur Apokolips, mais prenant ce lieu pour un enfer son premier choix fut la dimension actuelle. Avec le recul, il s'est rendu compte que de nombreux aller-retours ont eu lieu d'Apokolopips sur Terre-1.
Voyant que la Terre-I est en déroute, Alex entreprend le plan de redonner vie aux Multivers et de localiser la terre parfaite. Il ne parle que très partiellement de son plan à Superman de Terre-II, permettant ainsi de lui faire briser à jamais la prison paradisiaque et de s'en échapper tous ensemble. Les buts de Superman de Terre-II et Alex différent, en effet Superman est persuadé que la résurrection de Terre-II pourra guérir l'état de santé de Lois, tandis que pour Alex, la résurrection de Terre-II n'est qu'une escale et compte trouver la terre parfaite pour en faire la terre unique. Seul Super Boy Prime est au courant de son plan.

### Countdown toInfinite Crisis
Alex se fait passer pour le véritable Luthor et rassemble une Société de Vilains, ce groupe allait lui permettre de kidnapper des protagonistes très spécifiques pour faire fonctionner une machine faisant réapparaître le Mutliverse.
Ironie du sort, Alex fait capturer par sa société Pariah qu'il avait jadis rencontré dans Crisis on Infinite Earths et le tue froidement, le scénario ne reviendra malheureusement jamais sur ce meurtre inattendu lorsque le lecteur comprend identité de ce Luthor. Alex très habile parvient à gagner une guerre tactique face au véritable Lex Luthor.
Avec l'aide du Psycho-pirate, Alex utilise Jean Loring pour séduire le Spectre et le convaincre de détruire toute la magie existante. Cette action créera une forme d'énergie pure qu'Alexander utilisera pour donner du pouvoir à sa machine. Peu après, il prend le contrôle du Brother Eye de Maxwell Lord qui le permettait d'accéder aux dossier de Jaquemate et d'avoir tous les dossiers des metahumains du monde, tout comme les OMACS.

### Infinite Crisis
L'apparition de Power Girl provoque un vif intérêt chez Alex, elle est d'abord kidnappée par Psycho-pirate, mais celui-ci échoue dans sa mission. Tout ne se passe pas comme prévu car Power Girl ait secourue par Superman de Terre-II qui ignore tout des kidnappings d'Alex. Ne parvenant pas à la capturer, Alex se rabat sur Black Adam, qui jusqu'à présent était l'un des membres les plus importants de sa société.
Le véritable Lex Luthor qui avait disparu parvient à localiser le signal d'Alexander Luthor, mais les ondes thêta d'Alex opèrent comme une anti fréquence empêchant alors Lex d'utiliser pleinement son intelligence. Alex lui lance "Dis-moi Lex Luthor, comment ça fait de se sentir idiot ?". Malgré l'apparition surprise de Superboy Prime, Luthor parvient à s'échapper de justesse.
Power Girl découvre alors Alex, SuperBoy Prime, Superman Terre-II et enfin Lois de Terre II gravement malade. En touchant Lois, Power Girl se souvient alors de son vécue sur Terre-II. D'abord enclin à aider ses nouveaux amis, elle découvre accidentellement la machine d'Alex et est capturée. Super Boy Prime dit qu'elle est un traitresse tandis qu'Alex lui révèle ses plans.
Alex active sa machine et crée un bouleversement dans le Multiverse, Terre-II ressuscite. Alexander combine plusieurs terres parallèles en les fusionnant, toujours à la recherche d’un monde « parfait », jusqu’à ce que Firestorm arrive à le stopper. Conner, Nightwing et Wonder Girl en profitent pour libérer les prisonniers.Psycho Pirate est alors tué par un Black Adam revanchard à la suite de la trahison d'Alex, mais il est vite balayé par Superboy-Prime.
Conner et Superboy-Prime s'affrontent une seconde fois, et durant leur affrontement, ils détruisent la tour construite par Alexander. Les terres multiples se transforment en une "Nouvelle Terre", et Conner meurt dans les bras de Wonder Girl.
Alex fait le point sur cette nouvelle terre et des nouvelles variations. Il fait plus tard face à un Superman de Terre-II furieux de la mort de Lois et des complots de son ancien ami. Alors que Superboy-Prime entreprend de détruire cet univers, Alexander manque de peu de tuer Nightwing. Batman furieux hésite grandement à liquider Alex mais il est interrompu par Wonderwoman. Alex parvient à s'échapper de la bataille.
Peu après, dans une ruelle, il est assassiné par le Joker qui n'avait pas été invité dans sa société le tout commandité par Lex Luthor lui-même qui rétorque à son double « Alors qui est idiot ? », Alexander meurt d'une balle à bout portant.

### Blackest Night
Comme de nombreux protagonistes, Alexander revient partiellement à la vie et rend visite à Superboy Prime qui était parvenu entre-temps à la suite d'un paradoxe temporel à revenir sur Terre-Prime. Alex affiche un certain mécontentement sur la vie de son ancien acolyte, et l'accuse de ne pas être un héros, malgré tout, Superboy Prime parvient à récupérer ses pouvoirs qu'il avait perdu.
Alex est aidé par des anciennes victimes de Superboy Prime. La bataille se passe ensuite dans les bureaux DC Comics (!), Alex vient à imprimer une photo de Laurie et Clark (Super Boy Prime) insinuant que c'est sa faiblesse et par extension sa kryptonite. Mais la rage de Superboy Prime est telle qu'il parvient à repousser définitivement ses assaillants

### Death of the New Gods
Bien que n'apparaissant dans cette saga, la Source révèle alors à Métron avoir manipulé Alexander Luthor pour faire réapparaître le multivers. Il est probable que la première page du comics Infinite Crisis Secret Files fasse allusion à cela.

### Justice League of America
Alexander Luthor fait une apparition furtive. En effet, il ressuscite très brièvement pour apporter son aide à Batman lorsque la ligue est attaquée par le syndicat du crime.

## Personnalité
La personnalité d'Alexander Luthor est difficile à définir, dans un premier temps, il est décrit comme un personnage altruiste dans Crisis on Infinite Earths, n'hésitant alors pas à mettre sa vie en jeu et à faire preuve de beaucoup de compassions à l'égard d'Harbinger et Superman de Terre-II. Au fond, Alexander, disparaît tel un héros dans cet saga, atteignant probablement la paix éternelle à la suite des nombreux drames de cette saga. Le personnage était devenu culte chez de nombreux lecteurs à l'époque.
Son retour est sujet à débat, Alex y est très différent, et commet plusieurs crimes inqualifiables (entraînant également la Guerre Rann-Thanagar) et gratuits. L'isolement dans la dimension paradisiaque avec en plus la possibilité de voir et revoir les différents drame du Dark Age pourrait expliquer cela. En outre, Alexander a étudié pendant des années de nombreux univers parallèles.
Lors de son séjour dans la prison paradisiaque, on y apprend qu'Alex est terriblement frustré de ne pas avoir eu de véritable vie à l'inverse de Superman. Son enfance n'a duré que deux heures et n'a pas eu le temps pour apprendre à avoir 35 ans ni même à être amoureux. Il aspire alors à une vie meilleure et à obtenir un « futur ». Si Alexander trahit si facilement Superman de Terre II, c'est parce qu'il a compris que, quel que soit l'univers, quand un Luthor se trouve à côté de Superman, ils se retrouvent toujours en conflit.
Son évolution peut s'expliquer également par la Source qui l'aurait manipulé, sans pour autant donner plus d'indications. Il est intéressant de constater qu'à la suite de cette révélation, sa toute dernière apparition en date tente de réhabiliter le personnage, probablement en raison des fans de la saga Crisis on Infinite Earths qui ont été déçus du changement drastique de ce personnage.
En termes de popularité, Alexander est aujourd'hui dans l'ombre de Superboy-Prime en qui sa transformation (physique et psychologique) à profondément marqué les lecteurs. Mais il faut reconnaître que sans les manipulations, d'Alex il est probable que Superboy Prime n'aurait pas atteint le degré de rage durant Infinite Crisis et les autres sagas associés, Alexander est en quelque sorte le créateur de Superboy Prime qui était bien avant cela un personnage très lisse.